# Jasienica Górna
Jasienica Górna (deutsch Ober Hermsdorf) ist ein Dorf der Stadt- und Landgemeinde Otmuchów im Powiat Nyski in der Woiwodschaft Opole in Polen.

## Geographie

### Geographische Lage
Das Waldhufendorf Jasienica Górna liegt im Südwesten der historischen Region Oberschlesien direkt an der Grenze zu Tschechien. Der Ort liegt etwa neun Kilometer südwestlich des Gemeindesitzes Otmuchów, etwa 20 Kilometer südwestlich der Kreisstadt Nysa und etwa 75 Kilometer südwestlich der Woiwodschaftshauptstadt Opole.
Jasienica Górna liegt in der Przedgórze Sudeckie (Sudetenvorgebirge) innerhalb der Przedgórze Paczkowskie (Patschkauer Vorgebirge).

### Nachbarorte
Nachbarorte von Jasienica Górna sind im Norden Ratnowice (Rathmannsdorf), im Nordosten Piotrowice Nyskie (Peterwitz), im Südosten Zwanowice (Schwandorf) sowie im Süden Horní Heřmanice (Ober Hermsdorf).

## Geschichte

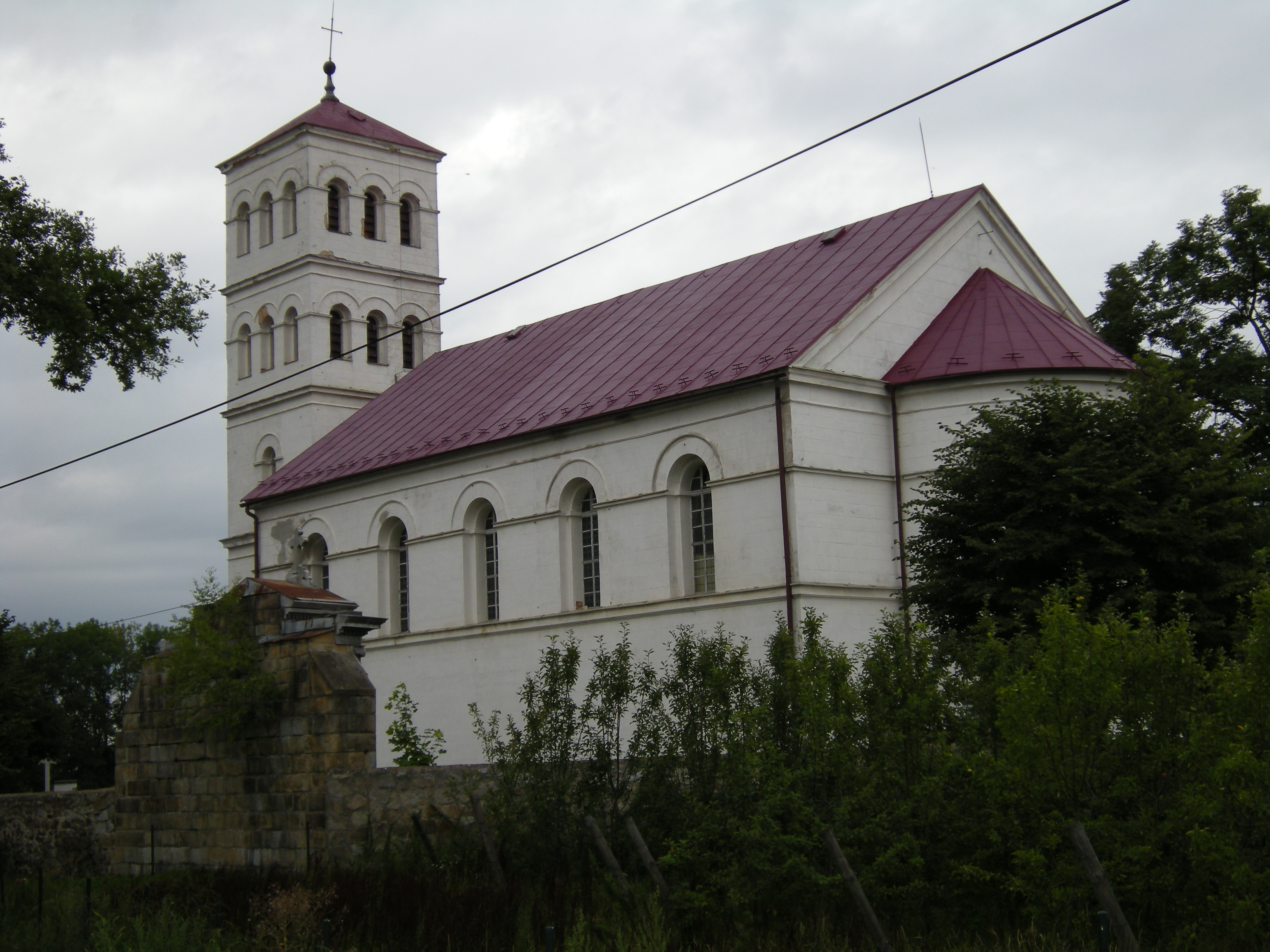
Nikolauskirche

Der Ort wird erstmals 1291 urkundlich als Hermanni villa erwähnt. Der Ort entstand voraussichtlich bereits in der Mitte des 13. Jahrhunderts als Waldhufenkolonie.  In dem Werk Liber fundationis episcopatus Vratislaviensis aus den Jahren 1295–1305 wird der Ort nochmals als Hermanni villa erwähnt.
Nach dem Ersten Schlesischen Krieg 1742 fiel Ober Hermsdorf mit dem größten Teil Schlesiens an Preußen. Durch die Teilung Oberschlesiens zwischen Österreich und Preußen zerfiel das Dorf in zwei Teil. Der größere Bereich des Dorfes wurde Preußen zugeschlagen. Der südlichere und kleinere Teil kam zu Österreich.
1804 wurde im Ort eine Schule eingerichtet. Nach der Neuorganisation der Provinz Schlesien gehörte die Landgemeinde Ober Hermsdorf ab 1816 zum Landkreis Neisse im Regierungsbezirk Oppeln. 1836 wurde im Ort eine katholische Kirche erbaut. 1855 lebten 531 Menschen in Ober Hermsdorf. 1865 bestanden im Ort eine Scholtisei, 29 Bauern-, 7 Gärtner- und 38 Häuslerstellen. Die katholische Schule wurde im gleichen Jahr von 105 Schülern besucht. 1874 wurde der Amtsbezirk Rathmannsdorf gegründet, welcher aus den Landgemeinden Friedrichseck, Krackwitz, Mösen, Ober Hermsdorf, Rathmannsdorf und Schleiwitz und den Gutsbezirken Friedrichseck, Ober Hermsdorf, Rathmannsdorf und Schleiwitz bestand. 1885 zählte Ober Hermsdorf 512 Einwohner.
1933 lebten in Ober Hermsdorf 441 sowie 1939 425 Menschen. Bis Kriegsende 1945 gehörte der Ort zum Landkreis Neisse.
Als Folge des Zweiten Weltkriegs fiel Ober Hermsdorf 1945 wie der größte Teil Schlesiens unter polnische Verwaltung. Nachfolgend wurde es in Jasienica Górna umbenannt und der Woiwodschaft Schlesien angeschlossen. Die deutsche Bevölkerung wurde weitgehend vertrieben. 1950 wurde es der Woiwodschaft Oppeln eingegliedert. 1999 kam der Ort zum wiedergegründeten Powiat Nyski. 2007 lebten 379 Menschen im Ort.

## Sehenswürdigkeiten
- Die römisch-katholische Nikolauskirche (poln. Kościół Podwyższenia Krzyża Świętego) wurde bereits 1305 erwähnt. Der heutige Bau wurde im Jahr 1836 im Stil des Spätklassizismus erbaut. Das Gebäude wurde 1950 unter Denkmalschutz gestellt.[9] Die Altäre stammen aus dem zweiten Viertel des 19. Jahrhunderts. Die historistische Deckenmalerei ist rekonstruiert. Die Kirche ist umgeben von der Mauer der Vorgängerkirche mir Grabsteinen.[10]
- Steinerne Wegekapelle

## Vereine
- Fußballverein LZS Kastor Jasienica Górna
- Freiwillige Feuerwehr OSP Jasienica Górna